# Szigethy Kálmán
Szigethy Kálmán (Jászapáti, 1916. február 22. – Budapest, 1980. november 7.) okleveles mezőgazdász, vadász, vadgazda, gazdasági felügyelő, vadbiológus, a Gödöllői Természetfilmtelep vezetője

## Származása, tanulmányai
1916-ban született a Jász-Nagykun-Szolnok vármegyei Jászapáti községben. Szülei, Szigethy Béla mészáros mester és Szabó Mezei Margit az iparűzés mellett jelentős mezőgazdasági területtel bírtak, emellett állattartással is foglalkoztak. Így a természethez gyermekkorától kapcsolódott vélhetően a későbbiekben ezért is végezte el a Debrecen melletti Kós-Pallag Mezőgazdasági Akadémiát.[forrás?] Tanulmányai elvégzése után 1937-ben Csíkszeredában vállalt munkát, s Hargita megyében lett vadászati felügyelő.
Már a háború előtt megismerkedett olyan jeles emberekkel, mint Kittenberger Kálmán, Csathó Kálmán, Széchenyi Zsigmond és dr. Nagy Endre. Ezekkel a kiemelkedő emberekkel kapcsolata a háborút követően is fennmaradt és több jelentős esemény során nevük közösen felmerült. A front vonulása elől hazamenekült szülőfalujába és 1948-ig Jászapátin élt.

## Vadgazdaként
Vonzalma az erdőhöz és a természethez az alföldi pusztaságból továbbhajtotta, így 1949-ben Gödöllőre, az Állami Erdészet Haraszti pusztai telepére került, ahol akkor Nagy Imre volt a vezető.
Nem elégedett meg azonban a munkahely adta teendőkkel, hanem természetszerető barátaival Haraszti pusztán bérelt egy területet, ahol solymászklubot és kisállattelepet alapítottak. Ezt a baráti kört olyan nevek fémjelzik, mint Bástyai Lóránt, aki később az angol királyi udvarban volt solymász, vagy Lelovich György, aki Kenderesen volt korábban solymászmester. A csapat tagja volt dr. Knefély Nándor is.
Az Erdőgazdaságok (MALLERD) Ragadozómadár Kísérleti Telepét, (a solymász és kisállat telepet) működése során szárnyai alá vette a Hunnia Filmstúdió, így azokhoz a filmekhez, amelyek állatjeleneteket igényeltek ezeket a szakembereket kérték fel innen. 1953-ig működött a solymászat e területen.
Mindig újat és újat kereső természete arra késztette, hogy részletesen megismerkedjen a Budapesti Állatkert életével is, ezért 1953-től 1954-ig a Budapesti Állatkert emlős osztályán dolgozott, ő alapította meg az állatóvodát. Szíve azonban visszahúzta Gödöllőre a természetbe, ahol mindig sokkal jobban érezte magát, mint a nyüzsgő emberáradatban.

## Természetfilmes működése
Élete kiemelkedő állomása volt ez az időszak, melyet a dr. Homoki Nagy István nevéhez fűződő filmtelepen töltött el, mint főmunkatárs. Ekkor alkották együttesen az igen jól ismert természetfilmeket, ezek közül a legismertebbek a Gyöngyvirágtól lombhullásig, a Cimborák – Nádi szélben és a Cimborák – Hegyen-völgyön.
Jelentős szakmai véleménykülönbség volt közte és Homoki között, ezért 1957-ben egy műhelyt hozott létre Máriabesnyőn, az ún. „Zöldháznál”. Nevét akkor már igen sokan ismerték, innen datálható a jelentős nevű tanítványok csatlakozása, akik aztán világhírűek lettek, mint pl. Will Hubert Géza, aki Amerikában, mint állatidomár a természetfilmezés terén világhírre tett szert, Oscar-díjat is kapott tevékenységéért.
Rövid időn belül kedvezően alakult számára az akkor egyáltalán nem egyszerű politikai helyzet és ő vehette vissza az ún. Gödöllői Filmtelep vezetését immár teljhatalommal, ahol szakmailag szabad kezet kapott a filmgyár berkein belül.
Ekkor kötődött össze neve Kollányi Ágoston filmrendezővel, Váncsa Lajos operatőrrel és még sok igen neves személyével is, mondhatni úgy a filmtelepen minden olyan személy megfordult, aki akár a természetfilmek, fikciós természetfilmek létrehozásában, akár a vadászélet alakításában jelentős szerepet játszott akkor Magyarországon. Számtalan jelentős filmprodukció jött létre ebben az időben, mely az ő szakmai munkássága nélkül nem jöhetett volna létre, így például a Várkonyi Zoltán rendezte Kőszívű ember fiainak híres farkastanya jelenete. A filmek főszereplői közül a magyar színészeken kívül meg kell említeni Elizabeth Taylort, Richard Burtont, Carlo Pontit, Sophia Lorent, Maximilian Schellt, akik magánemberként is ellátogattak Szigethy Kálmánhoz.
Tevékenysége közben Gödöllőn megalapította a Magyar Természetfilmezők Társaságát, melynek elnöke Benkő Gyula színész volt, ő pedig vadászmesterként kifogástalanul irányította a Társaság működést.

## Tenyésztési tevékenysége
A magyar agár fajta újraélesztésének története is a nevéhez fűződik:
„A II. világháború után az agarat gyakorlatilag kihaltnak tartották, csak néhány elszigetelt helyen maradt meg pár példány, amelyeket nem egyszer orvvadászatra használtak. Amikor 1963-ban egy Mátyás királyról szóló film forgatásához magyar agárra lett volna szükség, Szigethy Kálmán, a MAFILM gödöllői filmtelepének vezetője Szabolcs-Szatmár-Bereg megyében, Nagyecseden, a volt Károlyi-uradalomban fedezett fel néhány példányt, amelyet megvásárolt, és ezzel elkezdődött a fajta újjáélesztése. Az FVI 1966-ban fogadta el önálló fajtaként a magyar agarat. Azóta Európa több országában megismerték és megszerették a fajtát, s a tenyésztők kitartó munkájának köszönhetően a magyar agár jövője látszólag biztosítva van.”
Régi barátai nem mind felejtették el, így nyílt alkalma arra, hogy az első magyarok között legyen vendége Tanzániában dr. Nagy Endrének, aki ott fehér vadászként kezdve igen jelentős karriert futott be. Ezzel a Nagy Endrével komoly munkát végeztek az első magyar Vadászati Világkiállítás (1971) megrendezésének érdekében, mely kiállítás Budapesten volt és világszerte hatalmas visszhangot váltott ki. Mondhatni, hogy a kiállításnak komoly szerepe volt abban, hogy az 1970-es évektől kezdődően jelentősen megnövekedett a Magyarországra látogató külföldi vadászok száma.

## Családja
1944. november 8-án Jászapátin nősült meg, felesége a gyöngyösi származású Budai Katalin Anna lett, házasságukból egy leányuk, Magdolna származott.
A természeten és állatokon kívül a világ egyéb dolgai valójában nem igazán érdekelték. 1971-től folyamatos támadások érték személyét, származása, politikai nézetei és külföldi filmes jó kapcsolatai miatt.  
A támadások hatására egészsége megromlott, belefáradt az örökös zaklatásba és 1981-ben bekövetkezett haláláig visszavonultan élt Budán a Virágárok utcában.
Testvére, id. Szigethy Pál volt elsősorban a munkában társa, aki 1957-től családjával együtt a gödöllői filmtelepen lakott, a telep gazdasági irányítását végezte és számtalan filmben főmunkatársként működött. Úgyis mondhatjuk, hogy Szigethy Kálmán jobbkeze volt.
Pál bátyja másodszülött fia, ifj. Szigethy Pál, aki mellette fiatalon több filmben segédkezett, később szintén foglalkozott természetfilmezéssel, majd felvételvezető lett a MAFILM I. telepén.
Többedmagával azok közé a méltatlanul, lassan feledésbe merülő természetbarát, természetjáró és természetfilmezők közé tartozott, mint kiemelkedő vadászember, akik a II. világháború utáni vadászattal és természetfilmezéssel kapcsolatos történelemre és eseményekre jelentős befolyással bírtak. Tevékenységük és kezük nyoma napjainkig fellelhető számtalan helyen az országban, de tanítványai és az általa kialakított műhelyekből elszármazott szakemberek fellelhetők a világ több táján is.